# Christiane Jaquet-Berger
Christiane Jaquet-Berger, née le 2 août 1937 à Lausanne (originaire de Vallorbe et Éclépens), est une personnalité politique suisse, membre du Parti ouvrier populaire (POP). Elle est députée du canton de Vaud au Conseil national de novembre 1996 à décembre 1999.

## Biographie
Christiane Jaquet-Berger naît Christiane Berger le 2 août 1937 à Lausanne. Elle est originaire de deux autres communes vaudoises, Vallorbe et Éclépens.
Elle est institutrice de formation. Elle crée et dirige pendant dix ans la radio lausannoise Acidule dans les années 1980.
Elle est mariée à Carlo Jaquet et mère de deux enfants.

## Parcours politique
Elle n'entre en politique qu'à l'âge de 40 ans.
Elle siège au Grand Conseil du canton de Vaud pratiquement sans interruption de 1978 à 2017. Elle le préside en 2005 et devient ainsi la première popiste à y occuper le perchoir. Elle est également membre du Conseil communal (législatif) de Lausanne de 1993 à 1996.
Elle remplace Josef Zisyadis, élu au Conseil d'État du canton de Vaud, au Conseil national le 25 novembre 1996,. Elle y siège à la Commission des finances (CdF), au sein du groupe socialiste. Comme son prédécesseur, elle multiplie le dépôt d'interventions parlementaires. Candidate à sa réélection en 1999, elle n'est pas réélue, obtenant moins de la moitié des suffrages de Josef Zisyadis, qui se représentait.

### Autres mandats
Elle est présidente de l'Association de défense et de détente des retraités (AVIVO) jusqu'en 2024.